# Ozero Boletskoje
Ozero Boletskoje (ryska: Озеро Болецкое) är en sjö i Belarus.   Den ligger i voblasten Vitsebsks voblast, i den norra delen av landet, 240 km nordost om huvudstaden Minsk. Ozero Boletskoje ligger 178 meter över havet. Arean är 0,17 kvadratkilometer. Den sträcker sig 0,5 kilometer i nord-sydlig riktning, och 0,8 kilometer i öst-västlig riktning.
Omgivningarna runt Ozero Boletskoje är en mosaik av jordbruksmark och naturlig växtlighet. Runt Ozero Boletskoje är det glesbefolkat, med 10 invånare per kvadratkilometer.